# Eduard Łatypow
Eduard Ratmilewicz Łatypow (rus. Эдуард Ратмилевич Латыпов; ur. 21 marca 1994 w Grodnie) – rosyjski biathlonista, trzykrotny medalista olimpijski, brązowy medalista mistrzostw świata, dwukrotny mistrz świata juniorów w biathlonie oraz złoty medalista mistrzostw Europy.

## Kariera
Pierwszy raz na arenie międzynarodowej pojawił się w 2013 roku, startując na mistrzostwach świata juniorów w Obertilliach. Zajął tam między innymi 18. miejsce w sprincie i czwarte w sztafecie. Na rozgrywanych rok później mistrzostwach świata juniorów w Presque Isle był trzeci w obu tych konkurencjach. Ponadto podczas mistrzostw świata juniorów w Mińsku w 2015 roku zwyciężył w biegu pościgowym i sztafecie.
W zawodach Pucharu Świata zadebiutował 5 grudnia 2018 roku w Pokljuce, gdzie zajął 99. miejsce w biegu indywidualnym. Pierwsze pucharowe punkty wywalczył 7 lutego 2019 roku w Canmore, zajmując w tej samej konkurencji 15. miejsce. Pierwszy raz na podium zawodów pucharowych stanął 21 marca 2021 roku w Östersund, kończąc rywalizację w biegu masowym na drugiej pozycji. Rozdzielił tam na podium Francuza Simona Desthieux i Johannesa Thingnesa Bø z Norwegii.
Podczas mistrzostw świata w Pokljuce w 2021 roku wraz z kolegami z reprezentacji zdobył brązowy medal w sztafecie.

## Osiągnięcia

### Zimowe igrzyska olimpijskie
| Rok  | Miejscowość | Konkurencje | Konkurencje | Konkurencje | Konkurencje | Konkurencje | Konkurencje | Konkurencje |
| Rok  | Miejscowość | IN          | SP          | PU          | MS          | RL          | MR          | SR          |
| ---- | ----------- | ----------- | ----------- | ----------- | ----------- | ----------- | ----------- | ----------- |
| 2022 | Pekin       | 11.         | 11.         | 3.          | 19.         | 3.          | 3.          | nd.         |

### Mistrzostwa świata
| Rok  | Miejscowość | Konkurencje | Konkurencje | Konkurencje | Konkurencje | Konkurencje | Konkurencje | Konkurencje |
| Rok  | Miejscowość | IN          | SP          | PU          | MS          | RL          | MR          | SR          |
| ---- | ----------- | ----------- | ----------- | ----------- | ----------- | ----------- | ----------- | ----------- |
| 2020 | Anterselva  | 43.         | –           | –           | –           | –           | –           | –           |
| 2021 | Pokljuka    | –           | 10.         | 7.          | 14.         | 3.          | 9.          | 11.         |

### Mistrzostwa świata juniorów
| Rok  | Miejscowość  | Konkurencje | Konkurencje | Konkurencje | Konkurencje | Konkurencje | Konkurencje | Konkurencje |
| Rok  | Miejscowość  | IN          | SP          | PU          | MS          | RL          | MR          | SR          |
| ---- | ------------ | ----------- | ----------- | ----------- | ----------- | ----------- | ----------- | ----------- |
| 2014 | Presque Isle | 44.         | 3.          | 6.          | nd.         | 3.          | nd.         | nd.         |
| 2015 | Mińsk        | 35.         | 6.          | 1.          | nd.         | 1.          | nd.         | nd.         |

### Mistrzostwa Europy
| Rok  | Miejscowość | Konkurencje | Konkurencje | Konkurencje | Konkurencje | Konkurencje | Konkurencje | Konkurencje |
| Rok  | Miejscowość | IN          | SP          | PU          | MS          | RL          | MR          | SR          |
| ---- | ----------- | ----------- | ----------- | ----------- | ----------- | ----------- | ----------- | ----------- |
| 2014 | Nové Mêsto  | 14.         | –           | –           | nd.         | 2.          | nd.         | nd.         |
| 2015 | Otepää      | nd.         | 2.          | 1.          | nd.         | –           | nd.         | nd.         |
| 2018 | Ridnaun     | 32.         | 51.         | 29.         | nd.         | –           | nd.         | –           |

### Puchar Świata

#### Miejsca w klasyfikacji generalnej
| Sezon     | Miejsce |
| --------- | ------- |
| 2018/2019 | 72.     |
| 2019/2020 | 52.     |
| 2020/2021 | 18.     |
| 2021/2022 | 26.     |

#### Miejsca na podium chronologicznie
| Lp. | Dzień      | Rok  | Miejscowość      | Konkurencja               | Lokata | Pudła   | Czas biegu | Strata | Zwycięzca              |
| --- | ---------- | ---- | ---------------- | ------------------------- | ------ | ------- | ---------- | ------ | ---------------------- |
| 1.  | 21 marca   | 2021 | Östersund        | Bieg masowy na 15 km      | 2.     | 0+0+2+0 | 35:43,7    | +8,9   | Simon Desthieux        |
| 2.  | 17 grudnia | 2021 | Le Grand-Bornand | Sprint na 10 km           | 2.     | 0+0     | 23:30,3    | + 7,2  | Johannes Thingnes Bø   |
| 3.  | 18 grudnia | 2021 | Le Grand-Bornand | Bieg pościgowy na 12,5 km | 2.     | 0+1+1+0 | 30:58,3    | + 16,1 | Quentin Fillon Maillet |

#### Miejsca na podium drużynowo chronologicznie
| Lp. | Dzień    | Rok  | Miejscowość | Konkurencja         | Lokata | Pudła | Czas biegu | Strata  | Zwycięzca |
| --- | -------- | ---- | ----------- | ------------------- | ------ | ----- | ---------- | ------- | --------- |
| 1.  | 8 lutego | 2019 | Canmore     | Sztafeta 4 × 7,5 km | 3.     | 0+9   | 1:18:25,0  | +1:48,4 | Norwegia  |